# Keila (Thüringen)
Keila ist eine Gemeinde in der Verwaltungsgemeinschaft Ranis-Ziegenrück im thüringischen Saale-Orla-Kreis.

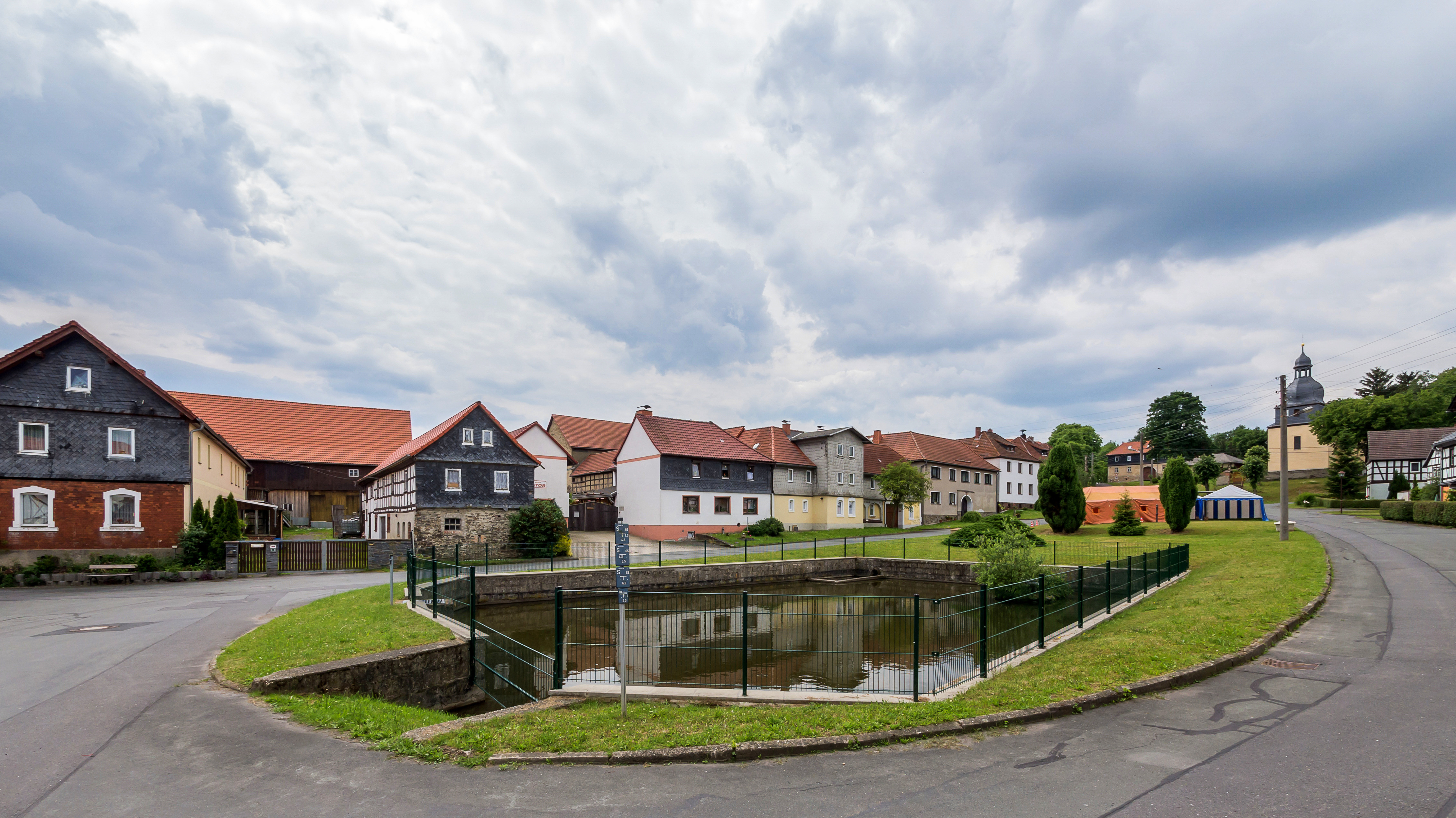
Ortslage

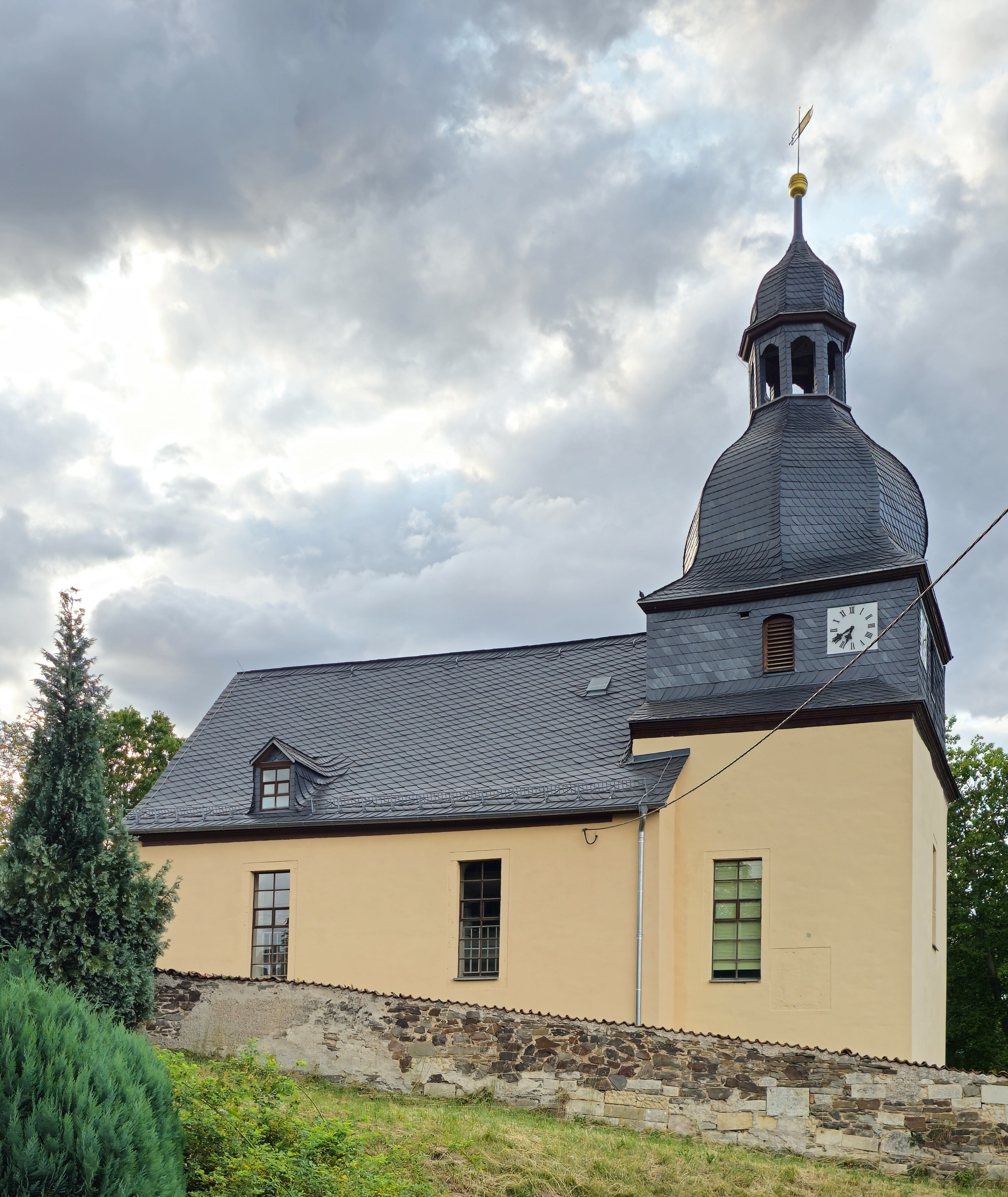
Kirche Keila

## Lage
Keila liegt südöstlich der Orlasenke auf einer Höhe von 475 m über NN im reußischen Oberland um Schleiz. Von Keila führen Straßen nach Norden in Richtung Peuschen und Grobengereuth und nach Süden Richtung Ziegenrück.

## Geschichte
Der Ort Keila wurde 1378 erstmals als Kylaw urkundlich erwähnt. Der Ort gehörte bis 1815 zum kursächsischen Amt Ziegenrück und kam nach dessen auf dem Wiener Kongress beschlossenen Abtretung mit dem Großteil des Neustädter Kreises zum Großherzogtum Sachsen-Weimar-Eisenach.

## Politik

### Gemeinderat
Im 2019 gewählten Gemeinderat sitzen 6 Mitglieder der Freien Wähler Keila.

### Bürgermeister
In der Kommunalwahl am 27. Juni 2004 wurde Ulrich Schulze-Könitzer (Freie Wähler Keila) mit 83,9 % der Stimmen gewählt, er wurde 2010 wiedergewählt. Im Juni 2016 wurde Lutz Mordt zum neuen Bürgermeister gewählt. Er wurde 2022 wiedergewählt.
| Jahr | Bewerber                | Bewerber | Bewerber | weitere | weitere |
| Jahr | Name                    | Stimmen  | in %     | Stimmen | in %    |
| ---- | ----------------------- | -------- | -------- | ------- | ------- |
| 1994 | Ulrich Könitzer-Schulze | 32       | 76,2     | 10      | 23,8    |
| 1999 | Ulrich Könitzer-Schulze | 61       | 98,4     | 1       | 1,6     |
| 2004 | Ulrich Könitzer-Schulze | 47       | 83,9     | 9       | 16,1    |
| 2010 | Ulrich Könitzer-Schulze | 42       | 85,7     | 1       | 14,3    |
| 2016 | Lutz Mordt              | 43       | 93,55    | 3       | 6,5     |
| 2022 | Lutz Mordt              | 52       | 98,1     | 1       | 1,9     |

### Einwohnerentwicklung
Entwicklung der Einwohnerzahl (jeweils 31. Dezember):
| - 1994: 88 - 1995: 88 - 1996: 88 - 1997: 88 - 1998: 76 - 1999: 75 - 2000: 87 | - 2001: 88 - 2002: 94 - 2003: 89 - 2004: 91 - 2005: 93 - 2006: 95 - 2007: 95 | - 2008: 91 - 2009: 89 - 2010: 86 - 2011: 80 - 2012: 80 - 2013: 72 - 2014: 66 | - 2015: 69 - 2016: 67 - 2017: 71 - 2018: 66 - 2019: 67 - 2020: 71 - 2021: 74 | - 2022: 72 - 2023: 72 - 2024: 73 |

Datenquelle: Thüringer Landesamt für Statistik

## Kirche
Die Kirche Keila (auch St. Johannis) ist eine im Jahr 1696 weitgehend umgebaute, spätmittelalterliche Chorturmkirche. Sie ist innen durch eine Flachdecke mit umlaufender Kehle geschlossen; eine eingeschossige Empore umgibt das Innere. Das Hauptstück der Ausstattung ist ein Kanzelaltar des 18. Jahrhunderts. Ein pokalartiger Taufstein stammt vermutlich aus dem 16. Jahrhundert. Ein Gemälde mit der Kreuzigungsszene wurde 1604 von Paul Keil aus Schleiz geschaffen. Die Orgel ist ein Werk von Johann Christian Rebhuhn aus der Zeit um 1823 mit zehn Registern auf einem Manual und Pedal. Im Jahr 2021 wurden umfangreiche Restaurierungsarbeiten an der Kirche beendet; dazu gehörte unter anderem eine statische Sanierung des aus dem Lot gewichenen Kirchturms und eine Innenraumrestaurierung.
Zwei Glocken dienen als Geläut; die ältere aus dem Jahr 1505, die zweite wurde 1921 als Ersatz für die kriegsbedingt abgegebene mittelalterliche Vorgängerglocke gegossen.

## Veranstaltungen
- Dorf- und Heimatfest, organisiert durch die örtliche Feuerwehr